# Рицинин
Рицинин — алкалоид пиридинового ряда. Был выделен в 1864 г. из клещевины (Ricinus communis L.), по латинскому названию которого и получил своё название. Строение молекулы рицинина было установлено в 1923—1925 гг.
Рицинин представляет собой бесцветное кристаллическое вещество (призматические кристаллы) с температурой плавления 201 °C. Способен возгоняться без разложения. Плохо растворяется в воде и органических растворителях, в горячей воде растворимость возрастает. Растворы рицинина имеют нейтральную реакцию и не проявляют оптическую активность.
Рицинин присутствует во всех частях клещевины, особенно в листьях, и его выделяют из жмыха растения после извлечения касторового масла.